# Asiago
Asiago (Aziago in veneto) è un comune italiano di 6 215 abitanti della provincia di Vicenza in Veneto. Centro principale dell'Altopiano dei Sette Comuni, più conosciuto come Altopiano di Asiago, al confine con il Trentino, fu un tempo capitale della Spettabile Reggenza dei Sette Comuni. Asiago si trovava, dopo l'Offensiva di Primavera nella prima guerra mondiale, nella terra di nessuno e subì dei terribili bombardamenti che la rasero completamente al suolo. È una nota località per il turismo invernale (in particolare per lo sci nordico) e il turismo estivo (escursionismo, mountain bike), la più importante dell'altopiano. Asiago lega inoltre il suo nome a prodotti caseari noti in tutto il mondo.

## Geografia fisica

### Territorio
Asiago si trova su un altopiano a un'altitudine media di 1.000 m s.l.m., nella parte settentrionale della Provincia di Vicenza al confine con la Provincia di Trento. È circondata a nord da una catena montuosa con rilievi che superano i 2.000 metri di altezza (massima elevazione in Cima XII) e a sud da un'altra catena di monti con altitudini meno elevate. Sia le montagne a nord che quelle a sud sono ricoperte prevalentemente da estesi boschi: in particolare, oltre i 1.700-1.800 metri, la vegetazione prevalente è costituita da boschi di pino mugo con presenza di larici, mentre più in basso sono diffusi i boschi di abete rosso, abete bianco e faggio.
Asiago si estende per 162,95 km², ma in realtà gran parte di questo territorio attiene agli altri 6 Comuni dell'altopiano: tutta la zona sommitale infatti appartiene ai vari enti altopianesi ma il censuario di questo territorio fa riferimento al solo Comune di Asiago.

### Clima
Asiago, per la sua particolare posizione e per l'elevato valore di sky-view factor dell'altopiano, raggiunge temperature minime anche molto basse ed è considerato uno dei centri abitati più freddi delle Alpi.

Il suo record ufficiale è di -31 °C, registrato il 22 e 23 gennaio 1942, seguito da un valore di -30 °C il giorno 24. Il 1º marzo 2005 la temperatura raggiunse i -27 °C.

## Origini del nome
Il toponimo Asiago è di origine latina e dimostra come i Cimbri si siano insediati su un territorio già in parte abitato da popolazioni romanze. Citato per la prima volta nel 1204 come Axiglagum, sembra essere un prediale riferito a un Asellius o a un Acilius (analogamente ad Asigliano Veneto, sempre in territorio vicentino).
In passato erano diffuse varianti del tipo Aselago e Asegiago, quest'ultima ancora utilizzata da Gaetano Maccà e attestata da Dante Olivieri. La forma cimbra Slege dovrebbe esserne un adattamento (Aselago → Selago → Slago → Slege) e non ha quindi fondamento la paraetimologia che vorrebbe il toponimo derivato dal tedesco (Holz)schläge "taglio di boschi", riferimento all'attività dei coloni bavaresi.

## Storia
I primi insediamenti umani risalgono al periodo paleolitico e mesolitico e i primi abitanti stabili appartengono all'epoca preromana.

### Federazione dei Sette Comuni
Sull'altopiano di Asiago, nel 1310 si costituì uno dei primi governi autonomi e democratici della storia, la Spettabile Reggenza dei Sette Comuni, costituita dai Sette Comuni Cimbri, con milizia propria. Asiago ne fu la capitale.
Cinque secoli dopo, con la vittoria dei francesi sull'Austria, il Veneto entrò a far parte dell'Impero napoleonico. Alla Reggenza dei Sette Comuni fu tolto lo status di terra separata e quindi nel 1807 fu abolita la sua indipendenza e sovranità ed essa fu integrata ai territori occupati dai francesi.

### Prima guerra mondiale
Asiago è in fiamme

19 maggio 1916:

Asiago fu»
(Attilio Frescura - Diario di un imboscato)
La Città di Asiago, come tutti gli altri paesi dell'altopiano, è stata direttamente interessata dagli eventi della prima guerra mondiale: durante l'Offensiva di Primavera la città, bombardata sia dalle artiglierie austroungariche che italiane, venne completamente rasa al suolo. Fu ricostruita subito dopo la fine delle ostilità.
Il grande monumento ossario, costruito sul colle Leiten nel dopoguerra per raccogliere le spoglie dei soldati caduti in tre anni di aspri combattimenti, è diventato, insieme con quelli del Pasubio, del Monte Grappa e di Tonezza del Cimone, simbolo della provincia di Vicenza.

### Resistenza
Asiago è tra le Città decorate al valor militare per la guerra di liberazione, essendo stata insignita della Medaglia d'Argento al Valor Militare per i sacrifici delle sue popolazioni e per la sua attività nella lotta partigiana durante la seconda guerra mondiale.

### Simboli
Stemma
Lo stemma è stato concesso con regio decreto del 6 dicembre 1925.
(Art. 5 dello Statuto)
Gonfalone
Il gonfalone è stato concesso con regio decreto del 5 maggio 1941.
(Art. 5 dello Statuto)

### Onorificenze
Con decreto reale del 23 ottobre 1924, a seguito delle vicende subite durante la Grande guerra (1915-18), Asiago è stata onorata con l'attribuzione del titolo di Città e decorata con la Croce di guerra al valor militare. Ad Asiago, come ricordato, è stata conferita anche la Medaglia d'Argento al Valor Militare per i sacrifici delle sue popolazioni durante la Resistenza:

## Monumenti e luoghi d'interesse

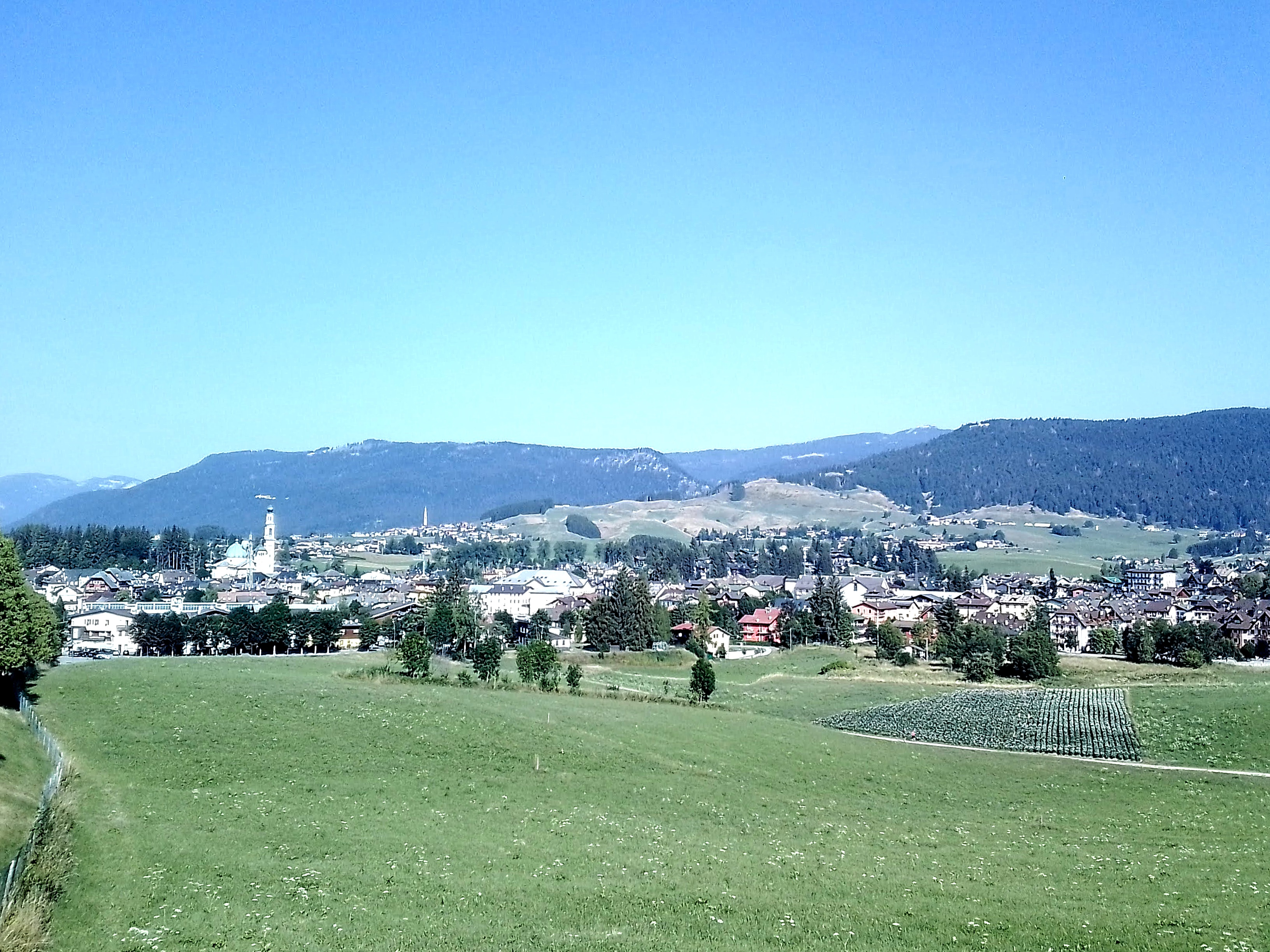
Veduta di Asiago dal Sacrario militare

### Osservatori astronomici
L'Università di Padova ha nel comune di Asiago due osservatori astronomici, che costituiscono il principale centro italiano di astronomia ottica.
- L'Osservatorio astrofisico di Asiago, conosciuto anche come "Osservatorio del Pennar", è la sede dedicata alla ricerca astronomica. Venne fondato dall'Università di Padova nel 1942 e sorge sul colle Pennar a 1040 metri di altezza, circondato da una folta pecceta. Quando fu inaugurato, disponeva del più grande telescopio d'Europa: un telescopio riflettore con uno specchio da 122 cm di diametro, dedicato a Galileo. La sede ospita anche la cupola del telescopio Schmidt, costruito nel 1967 e spostato nel 1992 sulla Cima Ekar.
- La Stazione osservativa di Cima Ekar, posta ad un'altitudine di 1350 m a 12 km dalla sede storica dell'Osservatorio, ospita ora tutta la strumentazione principale dell'Osservatorio Astronomico di Padova. Venne fondata nel 1973 con l'inaugurazione del maggiore strumento ottico su suolo italiano, il telescopio riflettore, da 182 cm di diametro, Niccolò Copernico. Ospita anche due telescopi Schmidt: uno da 40/50 cm e un altro da 64/97 cm; al 2009 il più grande nel suo genere in Italia.

Nel 1996 gli astronomi dell'Università di Padova hanno dedicato ad Asiago il nome dell'asteroide numero 7679.
Musei e Monumenti
Sono presenti cinque musei e un forte militare

## Società

### Evoluzione demografica
Abitanti censiti

### Lingue e dialetti
Come gli altri centri dell'Altopiano, anche Asiago fu abitata dai Cimbri, un gruppo etno-linguistico di origine germanica.
L'origine dei Cimbri è stata a lungo disputata. Inizialmente furono considerati eredi dell'omonima popolazione germanica originaria dello Jutland che, sconfitta da Gaio Mario alla fine del II secolo a.C., si sarebbe ritirata sull'Altopiano conservando idioma e tradizioni. In tempi più recenti è stato dimostrato che, a partire dal X secolo, la zona fu interessata da migrazioni di popolazioni tedesche provenienti da un'area della Germania meridionale, estesa tra Tirolo, Baviera e Svevia. Tuttavia, ancora negli ultimi anni, c'è chi si riallaccia alla "teoria scandinava", individuando nel folklore locale e nella toponomastica elementi che richiamano la mitologia norrena (tra tutti Mario Rigoni Stern).
Negli ultimi due secoli questo idioma ha subìto una rapida regressione a favore del veneto prima e dell'italiano poi. Già nel 1816 i parroci abbandonarono la consuetudine di recitare l'omelia in tedesco; se all'inizio del Novecento ancora un quinto della popolazione conosceva il cimbro, attualmente nessun asiaghese lo parla e in tutto l'Altopiano solo una decina di roanesi, per lo più anziani, lo conoscono.
In realtà l'"essere cimbri" va ben oltre la conoscenza del linguaggio, poiché gli asiaghesi sono ancora accomunati da usanze e tradizioni particolari, che derivano proprio dalla loro ascendenza Germanica. Una buona percentuale degli abitanti si sente di "etnia cimbra", pur non parlandone la lingua.
Oggi ad Asiago si parla la lingua veneta nella sua variante del veneto alto vicentino (a sua volta una variante del veneto centrale).

## Geografia antropica

### Contrade
Il comune è composto da molte contrade: Ave, Klama, Longhini, Campomezzavia, Pènnar, Stocke, Laiten, Orkentaal (ora Valdorco), Ebene, Untargeicke, Podestà, Prüdegar (ora Rodeghieri), Balde (ora Bosco), Büscar, Tulle, Bortune (ora Bortoni), Làmara, Schacher, Oba, Taal (ora Valle), Bischofarn (ora Vescovi), Höllar, Rützer, Mosele, Mörar, Schbanz (ora Coda), Kaberlaba.

### Frazioni

#### Calà del Sasso
L'unica frazione di Asiago, Sasso, è collegata con il fiume Brenta, in prossimità del comune di Valstagna, con la scalinata aperta al pubblico più lunga del mondo (4444 gradini), detta la Calà del Sasso.
Anche l'unica frazione, Sasso, è suddivisa in contrade: Lobba, Chiesa, Mori, Grulli, Sprunch, Gianesoni, Colli, Cotti, Ecchelen, Ruggi, Caporai.

## Infrastrutture e trasporti

### Ferrovie
Dal 1910 al 1958 era in funzione la Ferrovia Rocchette-Asiago che collegava Piovene Rocchette con Asiago. Asiago aveva quindi la sua stazione ferroviaria, che dopo essere rimasta inutilizzata per anni è adibita oggi ad uffici.

### Aeroporti
L'Aeroporto di Asiago è l'unico aeroporto civile in Italia sopra i 1000 metri di quota.

## Amministrazione

### Sindaci
| Periodo | Periodo   | Primo cittadino          | Partito                     | Carica  | Note   |
| ------- | --------- | ------------------------ | --------------------------- | ------- | ------ |
| 1945    | 1956      | Giuseppe Costa           | Democrazia Cristiana        | Sindaco |        |
| 1956    | 1960      | Guido Giuseppe Scaggiari | Partito Liberale Italiano   | Sindaco |        |
| 1960    | 1970      | Marco Stefani            | Democrazia Cristiana        | Sindaco |        |
| 1970    | 1975      | Nereo Stella             | Democrazia Cristiana        | Sindaco |        |
| 1975    | 1980      | Stelio Benetti           | Democrazia Cristiana        | Sindaco |        |
| 1980    | 1985      | Lorenzo Pinaroli         | Democrazia Cristiana        | Sindaco | [ 20 ] |
| 1985    | 1990      | Augusto Brugnaro         | Democrazia Cristiana        | Sindaco | [ 20 ] |
| 1990    | 1992      | Stelio Benetti           | Democrazia Cristiana        | Sindaco | [ 20 ] |
| 1992    | 2004      | Francesco Gattolin       | Centrosinistra              | Sindaco | [ 20 ] |
| 2004    | 2014      | Andrea Gios              | Lista civica "Viva Asiago!" | Sindaco | [ 20 ] |
| 2014    | 2019      | Roberto Rigoni Stern     | Lista civica "Viva Asiago!" | Sindaco | [ 20 ] |
| 2019    | 2024      | Roberto Rigoni Stern     | Lista civica "Viva Asiago!" | Sindaco | [ 20 ] |
| 2024    | in carica | Roberto Rigoni Stern     | Lista civica "Viva Asiago!" | Sindaco | [ 20 ] |

### Gemellaggi
Asiago è gemellata con:
- Noventa Vicentina[21] (dal 1995)
- Tempio Pausania
- Sinnai
- Armungia
- Sassari
- Lockport (Illinois)

Il gemellaggio con Noventa Vicentina si deve al fatto che, durante la grande guerra, con Asiago occupata, il Municipio di Asiago venne provvisoriamente costituito in tale città.
I gemellaggi con le città sarde sono dovuti invece alla presenza di un gran numero di soldati sardi sull'Altopiano, sempre durante la prima guerra mondiale.
Grazie ad un collegamento Skype, Asiago e Lockport hanno firmato un gemellaggio, che vuole riavvicinare le tante famiglie di discendenza altopianese oggi residenti nel centro dello stato dell'Illinois, situato a circa 100 chilometri da Chicago.

### Referendum
Nel 2006 la popolazione degli otto comuni dell'Altopiano (Asiago, Conco, Enego, Foza, Gallio, Lusiana, Roana e Rotzo) votò a grande maggioranza (94%) a un referendum per il distacco del territorio dalla Regione Veneto e per la successiva aggregazione alla Regione Trentino-Alto Adige. L'anno seguente arrivò il parere negativo da parte sia della provincia di Bolzano che da quella di Trento, mentre il Parlamento, che doveva dare l'esito definitivo, non si espresse mai.

## Cultura

### Musei
Ad Asiago sono presenti i seguenti musei:
- Museo naturalistico didattico Patrizio Rigoni
- Museo dell'acqua
- Museo della grande guerra 1915-18 Battaglia Tre Monti, in frazione Sasso
- MuSa : museo degli strumenti astronomici INAF-OAC
- Museo Le Carceri
- Museo del Sacrario militare di Asiago

### Biblioteche
Nel capoluogo vi è la Biblioteca civica, che fa parte della rete di biblioteche vicentine "Biblioinrete", insieme con la maggior parte della biblioteche appartenenti alla Rete Bibliotecaria Vicentina.

### Istruzione

#### Università
Ad Asiago vi è la sede dell'Osservatorio Astrofisico dell'Università di Padova.
Ad Asiago vi è poi una delle 22 sedi dell'"Università degli adulti/anziani" del Vicentino.

## Sport

### Hockey
Lo sport più seguito ad Asiago è l'hockey e ad Asiago vi hanno sede ben quattro squadre:
- hockey su ghiaccio:

- Asiago Hockey 1935
- hockey in-line:

- Asiago Vipers
- Asiago Newts
- Asiago Black Out

### Calcio
Il comune di Asiago nel 1966 ospitò, dal 27 aprile al 3 giugno, la prima parte del ritiro della nazionale di calcio dell'Italia in preparazione al campionato del mondo 1966. Asiago è stata inoltre sede di ritiro estivo di numerose squadre professionistiche anche di serie A e di campionati stranieri.

### Mountain Bike
La pratica della mountain bike è possibile su centinaia di chilometri di strade sterrate.

### Ciclismo su strada
Per il ciclismo, Asiago è stata più volte sede di arrivo di tappa del Giro d'Italia: nel 1930, 1972, 1993, 1998, 2017 e 2025.

### Golf
Ad Asiago vi è un campo da golf a 18 buche, considerato una delle migliori strutture di montagna in Europa.

### Sci
L'altopiano di Asiago è un comprensorio sciistico specializzato nello sci nordico, con sette centri di fondo e oltre cinquecento chilometri di piste battute. Ha ospitato i Campionati mondiali juniores di sci nordico nel 1987 e nel 1996, oltre a varie tappe della Coppa del Mondo di sci di fondo.

### Eventi
- Settembre 1920: prima Adunata nazionale degli alpini.
- Nel 2006 si è svolta ad Asiago la 79ª Adunata dell'Associazione Nazionale Alpini, in ricordo della Prima Adunata Nazionale, tenutasi sul Monte Ortigara.
- Nel luglio del 2004 ad Asiago si è svolta la 9ª edizione dei Campionati mondiali master di orientamento.
- La prima edizione del Festivalbar (così come anche alcune successive) si tenne ad Asiago nel mese di agosto del 1964.

## Galleria d'immagini

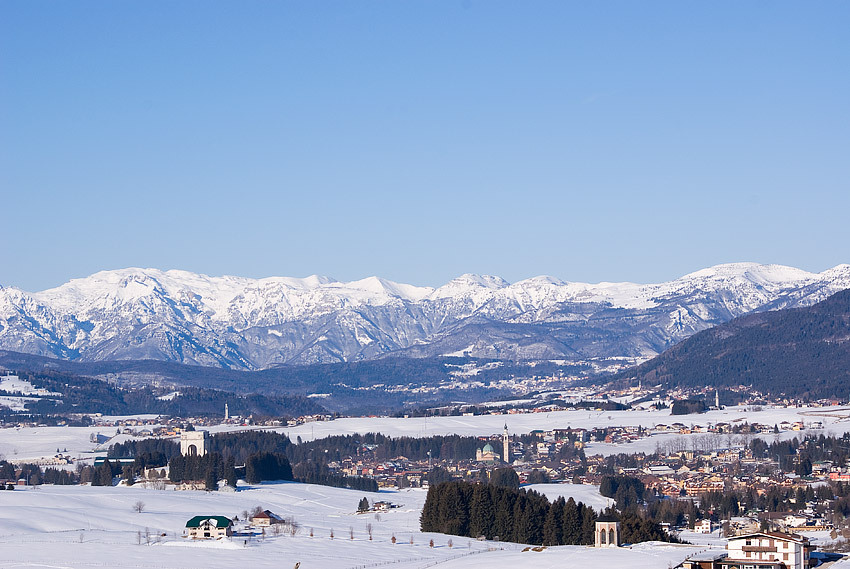
Panorama di Asiago
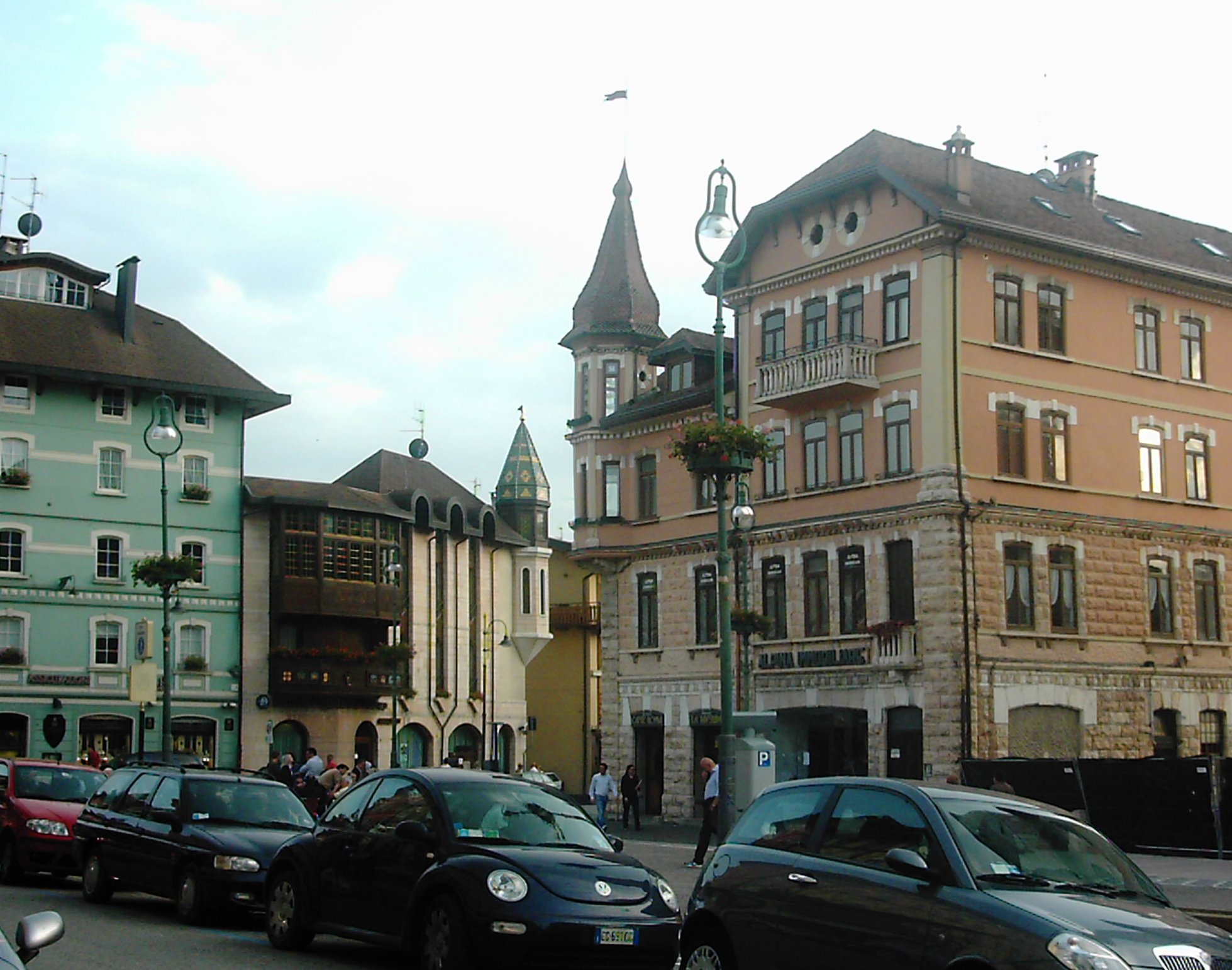
Centro della città
Asiago distrutta, prima guerra mondiale
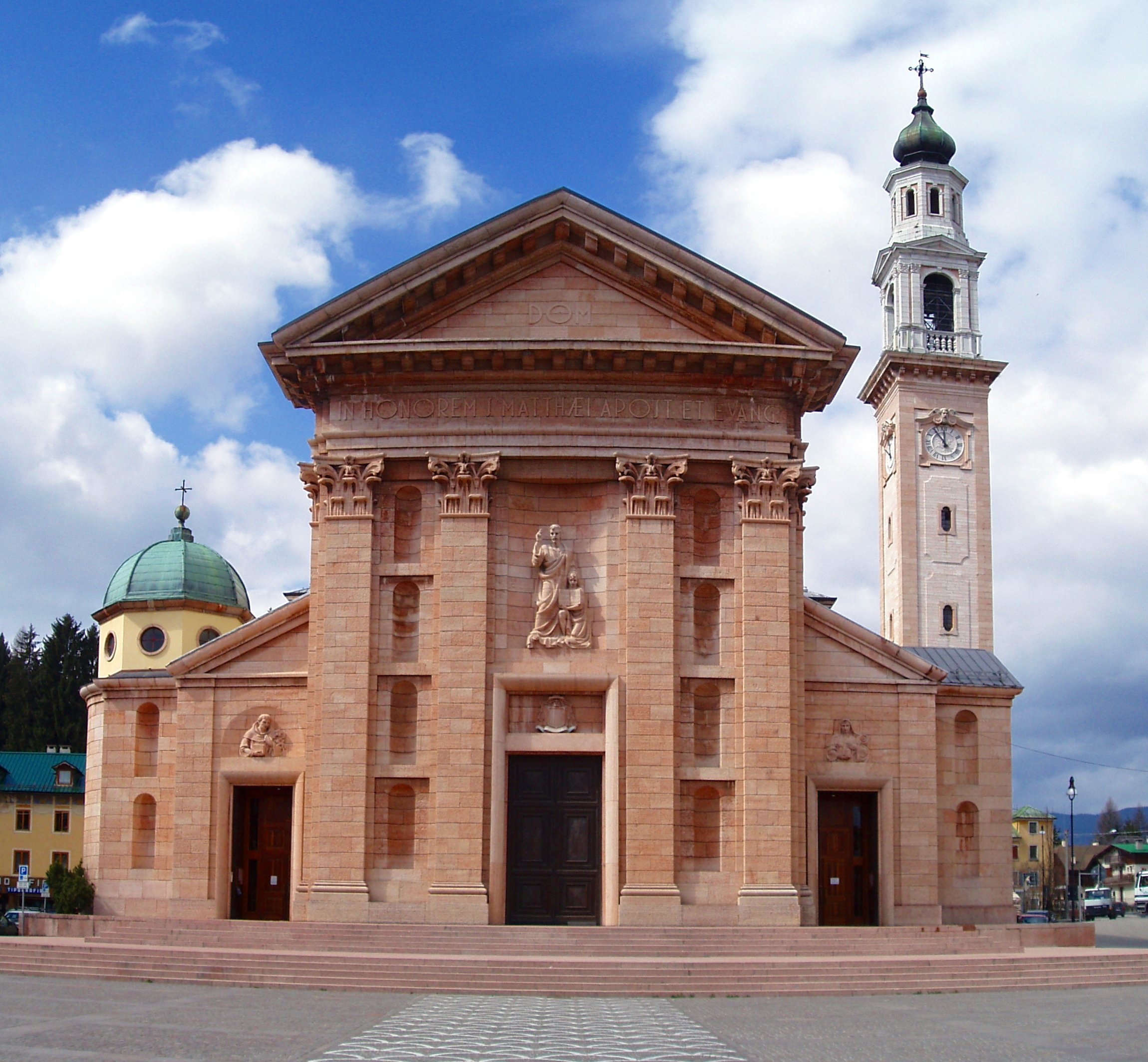
La chiesa parrocchiale di San Matteo apostolo ed evangelista in Asiago, riedificata nella prima metà del Novecento
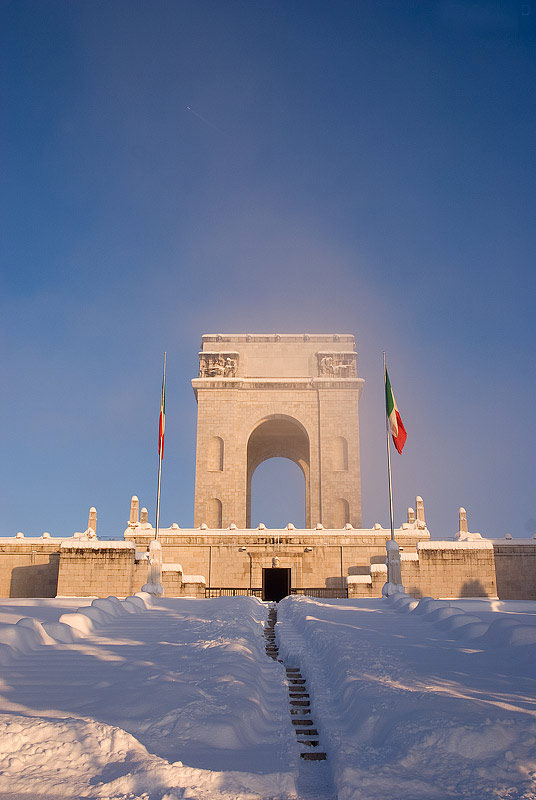
L'imponente Sacrario militare di Asiago
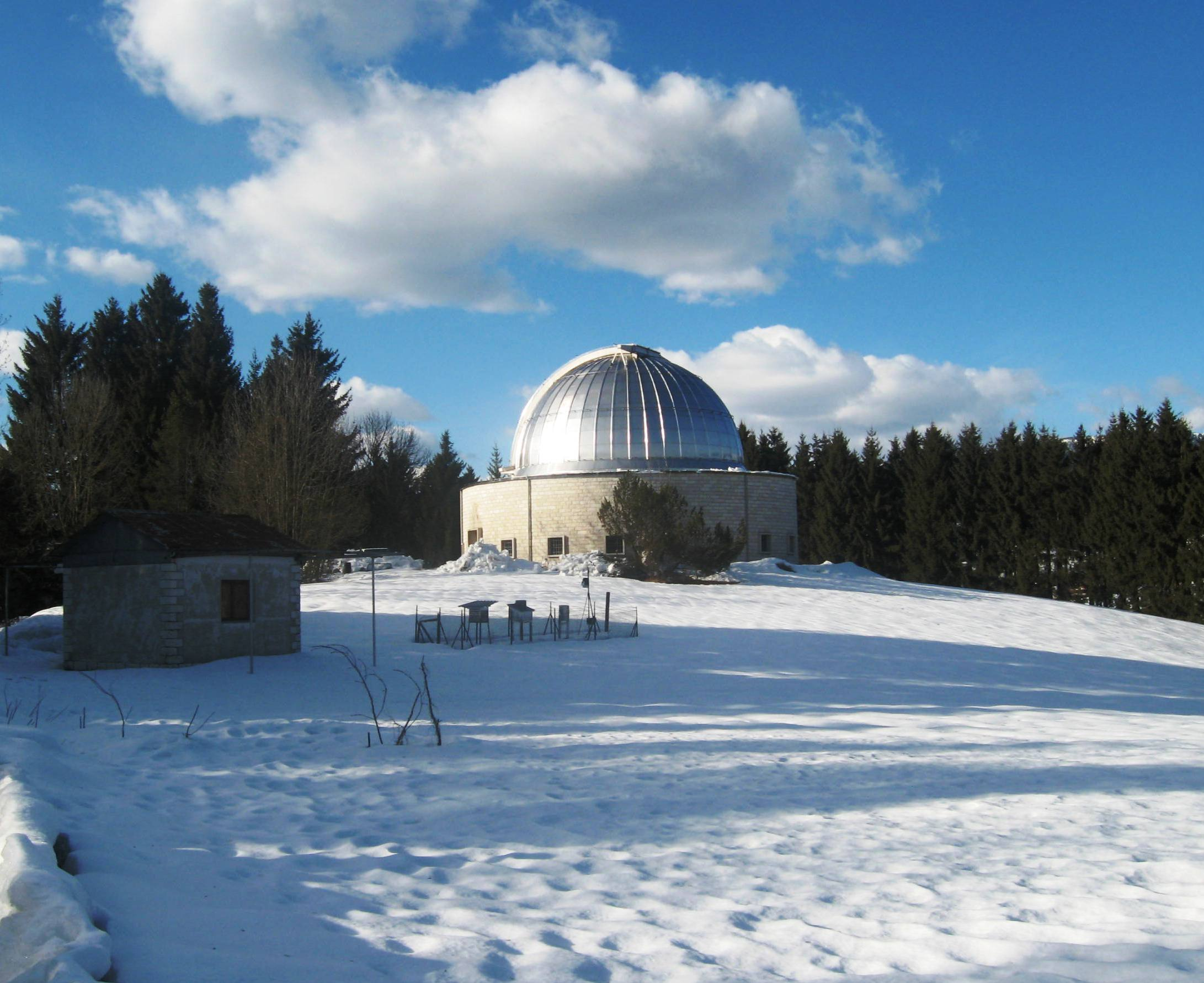
Veduta dell'Osservatorio astrofisico di Asiago
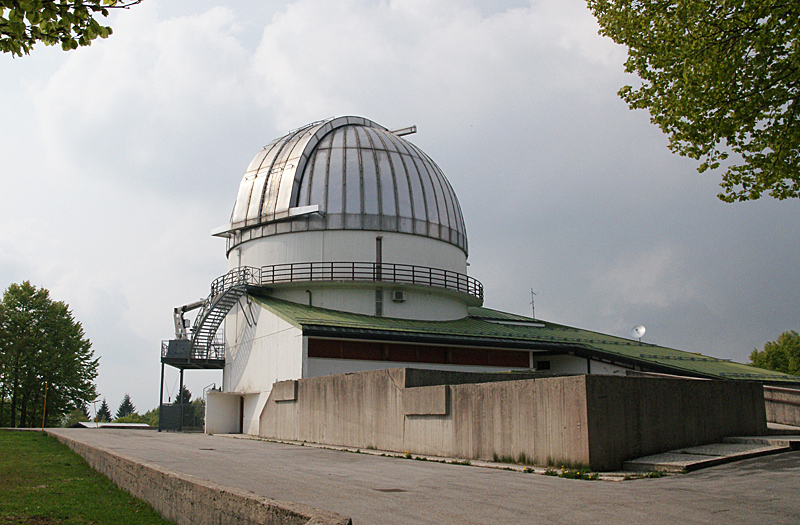
Veduta della Stazione osservativa di Asiago Cima Ekar
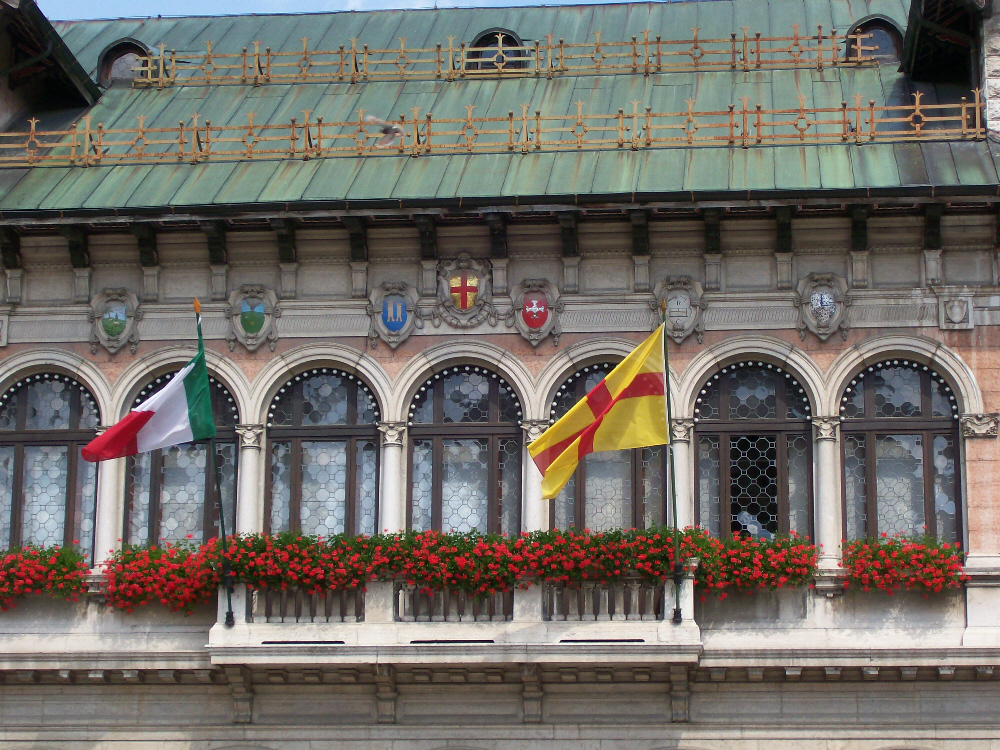
Il municipio di Asiago
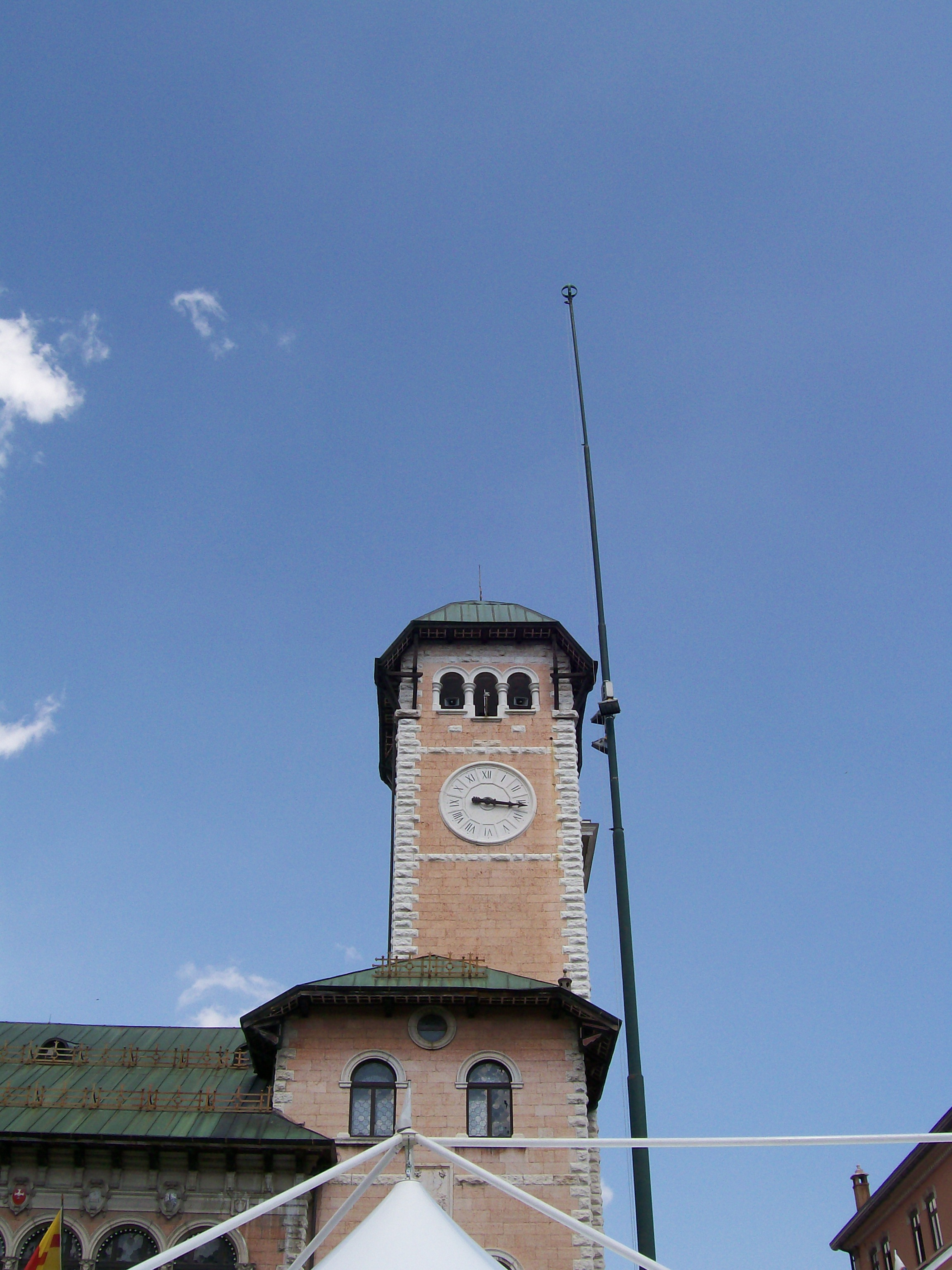
La torre municipale di Asiago
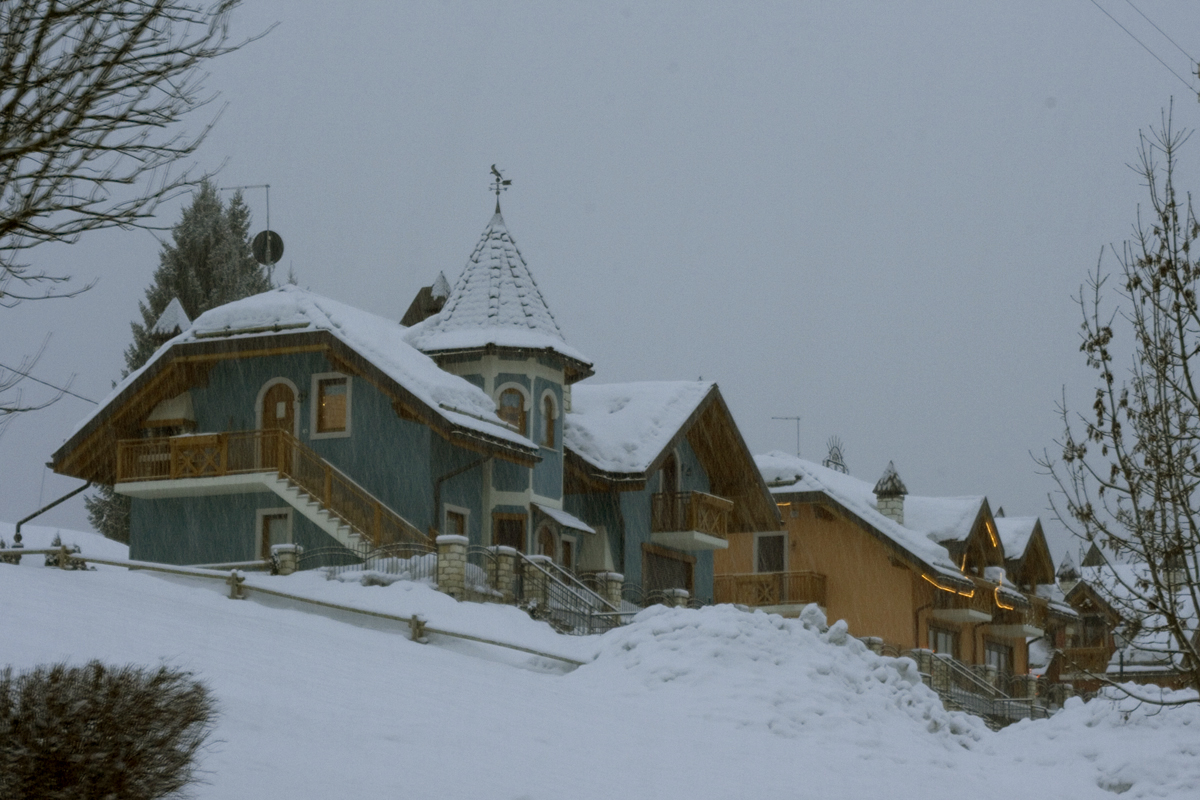
Nevicata nel paese di Asiago
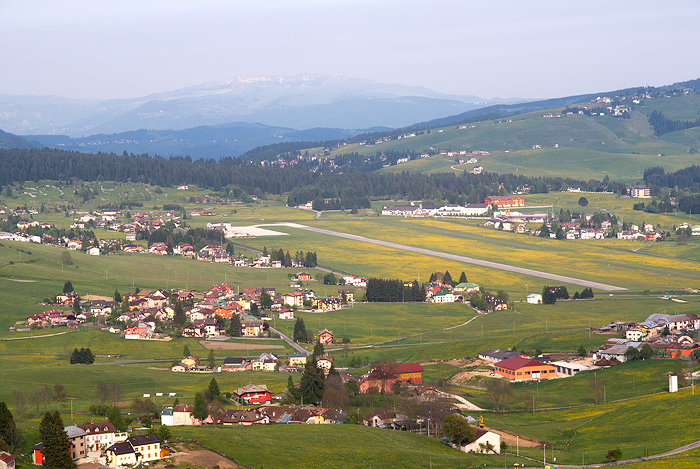
Aeroporto di Asiago
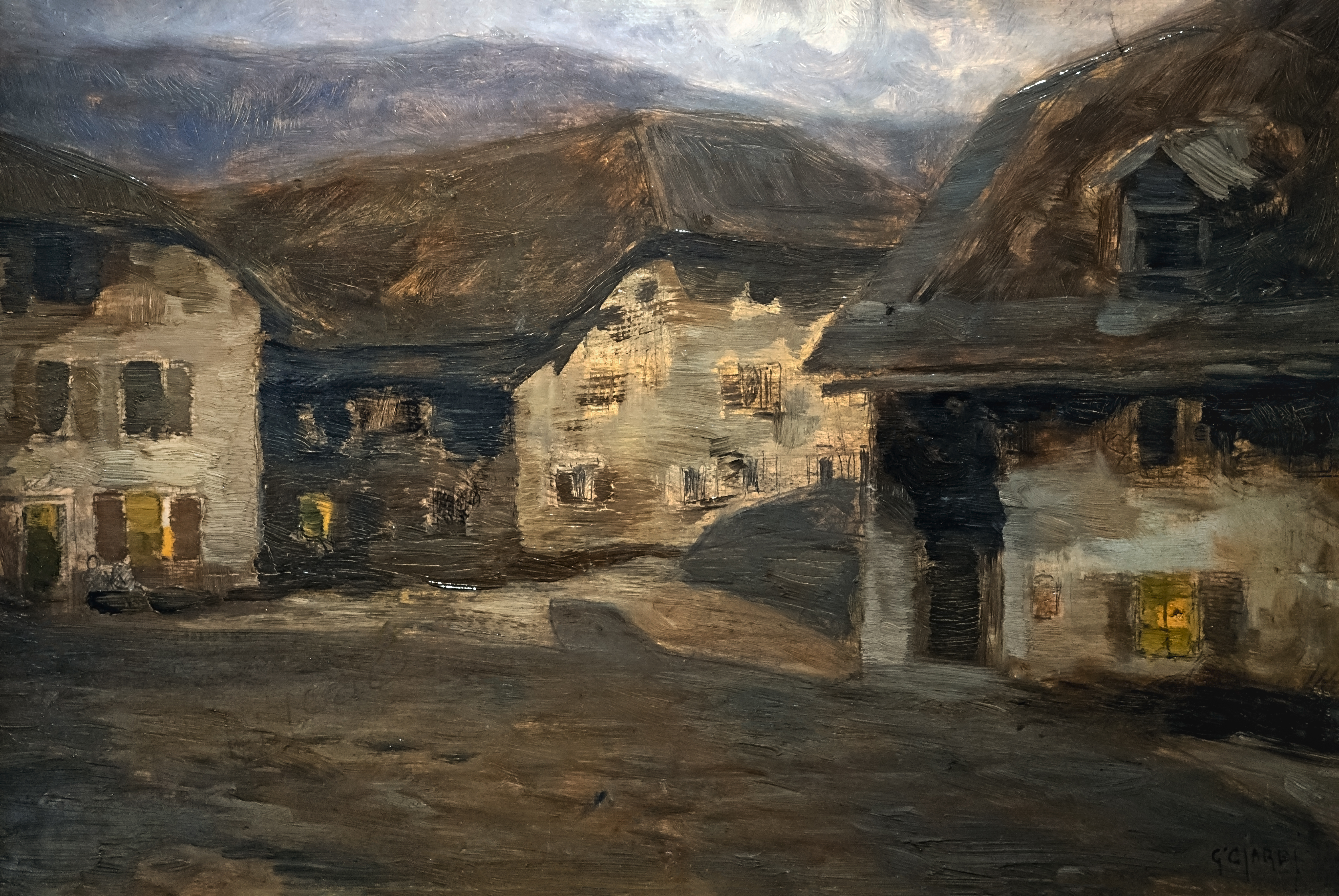
Casolari di montagna ad Asiago - Guglielmo Ciardi
Asiago innevata in una foto d'epoca
IV Bersaglieri in marcia ad Asiago nel 1915 - prima guerra mondiale
Asiago in fiamme, maggio 1916 - prima guerra mondiale
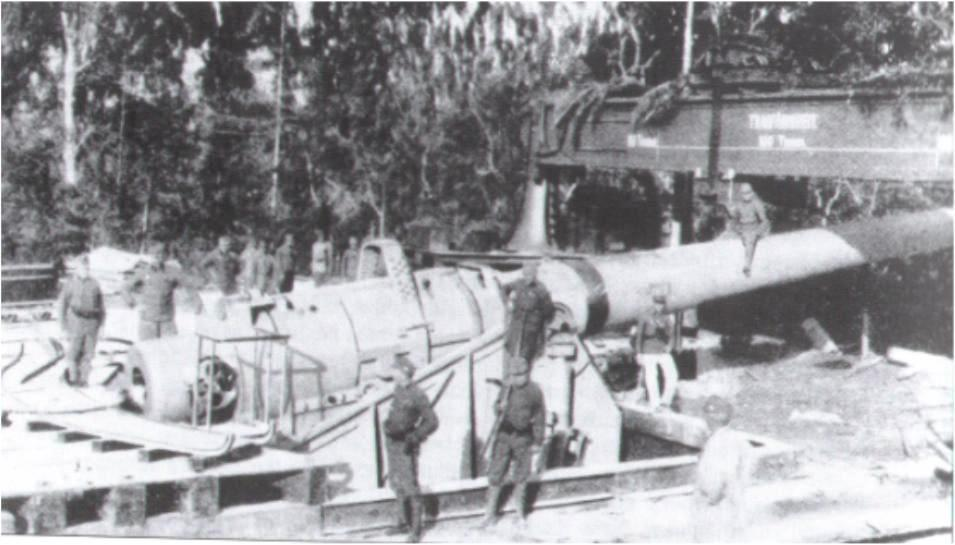
Un cannone navale Škoda che bombardò Asiago nella Grande guerra